# Белик, Пётр Алексеевич
Пётр Алексе́евич Бе́лик (6 октября 1909, Жуковцы, Киевская губерния — 12 июня 1980, Москва) — советский военачальник, генерал армии (1969). Герой Советского Союза (14.02.1943).

## Биография

### Происхождение
Родился 23 сентября (6 октября) 1909 года в селе Жуковцы Киевской губернии (ныне в составе Обуховского района Киевской области Украины). Из крестьянской семьи. Украинец. Его отец в годы Гражданской войны воевал в красной Волжской военной флотилии и умер в 1923 году, мать работала прачкой. Пётр с детства был вынужден батрачить, а затем стал беспризорничать. В 1925 году был задержан и определён в Киевскую детскую трудовую колонию, там окончил школу и получил специальность слесаря.

### Довоенная служба
В сентябре 1927 года призван в Красную Армию. Окончил Киевскую пехотную школу в 1930 году. Член ВКП(б)/КПСС с 1929 года. По окончании школы с 1930 года командовал стрелковым взводом, взводом кавалерийского эскадрона, взводом конной разведки в Украинском военном округе. Затем вновь был послан на учёбу, на Московские бронетанковые курсы усовершенствования комсостава, окончил их в 1932 году. Затем командовал танковым взводом. С мая 1937 года — командир отдельной разведывательной роты, с декабря этого года — командир отдельного разведывательного танкового батальона в 7-й бронетанковой бригаде в частях Красной Армии, дислоцированных на территории Монгольской Народной Республики, а затем на станции Мирная.
С августа 1940 года — командир 8-го отдельного мотоциклетного полка Забайкальского военного округа. В конце года полк был переброшен в Белоруссию, включен в состав 20-го механизированного корпуса Западного Особого военного округа.

### Начало Великой Отечественной войны
В боях Великой Отечественной войны майор Белик с июня 1941 года. Полк был передан в 5-й механизированный корпус 16-й армии. Воевал на Западном, Юго-Западном, Брянском фронтах, участвовал в обороне Шепетовки, в Смоленском сражении, в битве за Москву.
В бою 24 января 1942 года был тяжело ранен, после нескольких месяцев лечения в госпитале вернулся в свой полк. Вместе с ним в начале ноября 1942 года прибыл на Юго-Западный фронт.

#### Подвиг
В составе 5-й танковой армии Юго-Западного фронта прославился в ходе операции по разгрому немецких войск под Сталинградом. 8-й отдельный мотоциклетный полк был введён в прорыв в первый день советского наступления под Сталинградом, имея приказ уничтожать штабы, связь, обозы и подходящие резервы противника. Для выполнения этой задачи полк был усилен ротой танков Т-34 и истребительно-противотанковым полком. В течение 8 суток (с 19 по 28 ноября 1942 года) полк находился в глубоких тылах врага, в полном отрыве от основных частей фронта. За эти дни были уничтожены 3 полковых штаба румынского 5-го армейского корпуса, разгромлено несколько колонн вражеских войск, убито до 800 и взято в плен 1100 солдат и офицеров противника, уничтожено 7 складов с боеприпасами и продовольствием, 247 автомашин, 470 повозок, 14 танков, 16 самоходных пушек, 11 самолётов, 15 противотанковых орудий, подорвано полотно железной дороги и линия связи на перегоне Сталинград—Лихая. В Обливском районе Ростовской области полк атаковал аэродром врага и уничтожил на нём 9 самолётов, на станции взорвано 6 вагонов с боеприпасами. Кроме того, полк освободил из плена 850 человек и сформировал 8 партизанских отрядов численностью по 30-50 человек. Высылая одновременно на разные направления по 2-3 отряда мотоциклистов, полк Белика тем самым действовал на большой территории и полностью дезориентировал командование противника, захваченный в плен немецкий офицер утверждал, что по их данным в тылу действует «диверсионная дивизия» русских. Своими действиями полк способствовал разгрому противника и внесению в его ряды паники и смятения. Собственные потери составили 26 человек и 3 мотоцикла. Подполковник Белик в рейде умело командовал полком, проявлял чудеса мужества и геройства. На девятые сутки полк соединился с наступавшими частями фронта.
За этот рейд Указом Президиума Верховного Совета СССР от 14 февраля 1943 года подполковнику П. А. Белику было присвоено звание Героя Советского Союза с вручением ордена Ленина и медали «Золотая Звезда».

### Завершающие годы войны
В течение всего 1943 года продолжал командовать полком, который 18 декабря 1942 года получил почётное наименование 3-й гвардейский отдельный мотоциклетный полк, на Юго-Западном фронте. Участвовал в зимне-весенних наступательных и оборонительных сражениях в районе Харькова, в летнем неудачном наступлении войск фронта под Изюмом, в битве за Днепр. В октябре 1943 года был направлен на учёбу и окончил краткосрочные Курсы усовершенствования комсостава при Военной академии бронетанковых и механизированных войск имени И. В. Сталина в январе 1945 года. Вернулся в свой полк, который к тому времени воевал уже на 3-м Белорусском фронте. С марта 1945 года — командир 2-й отдельной гвардейской танковой бригады в составе войск 31-й армии того же фронта, участвовал в Восточно-Прусской наступательной операции.
В своём последнем сражении в Восточной Пруссии в апреле 1945 года 2-я гвардейская танковая бригада взаимодействовала с 5-й армией, успешно наступая по сильно укреплённой местности. Танкистами в этой операции уничтожено 6 танков и 4 штурмовые орудия, 10 бронетранспортёров, 70 артиллерийских орудий, 17 зенитных пушек, 16 миномётов, до 900 солдат и офицеров противника; захвачены 855 пленных, 5 штурмовых орудий, 38 артиллерийских и 4 зенитных орудий, много иного вооружения и техники. В этих боях П. А. Белик был ранен.

### Послевоенная служба
После войны бригада была переформирована в танковый полк и Белик оставлен его командиром. Таким образом, после войны он оказался в той же должности командира полка, в которой её и начинал. Впрочем, это было временное явление, поскольку грамотный и опытный командир был в числе перспективных. Полк был включен в состав 11-й гвардейской армии Особого военного округа (в Кёнигсбергской области). С ноября 1945 года — заместитель командира 30-й гвардейской механизированной дивизии в Прибалтийском военном округе. В ноябре 1946 года он стал командиром 28-й гвардейской механизированной дивизии Прибалтийского военного округа. Командующий округом генерал армии И. Х. Баграмян в служебной характеристике назвал П. А. Белика одним из лучших командиров дивизий округа и выдвинул на повышение по службе.

Могила П. А. Белика на Новодевичьем кладбище

С ноября 1952 по октябрь 1953 года учился на Высших академических курсах при Высшей военной академии имени К. Е. Ворошилова. С октября 1953 года — командир 66-й гвардейской механизированной дивизии Московского военного округа. С января 1954 года — командир 23-й гвардейской механизированной дивизии. С июня 1956 года — командир 13-го гвардейского стрелкового корпуса Московского военного округа (штаб — в Горьком). С февраля 1958 года командовал 8-й танковой армией в Прикарпатском военном округе. С мая 1960 года по август 1961 года и с апреля 1962 по август 1966 года — заместитель и первый заместитель главнокомандующего Группой советских войск в Германии.
С августа 1966 года по декабрь 1978 года 13 лет был командующим войсками Забайкальского военного округа. Этот округ считался в СССР одним из важнейших, поскольку прикрывал границу с Китаем, а отношения между двумя странами в тот период были крайне напряжёнными. Неоднократно происходили вооружённые конфликты на границе с человеческими жертвами, а количество более мелких инцидентов исчислялось сотнями ежегодно. На территории округа тогда было построено несколько глубокоэшелонированных рубежей обороны на случай полномасштабной войны, части округа находились в высокой степени боевой готовности. В 1969 году вторично окончил Высшие академические курсы при Военной академии Генерального штаба. Воинское звание «генерал армии» присвоено П. А. Белику указом Президиума Верховного Совета СССР от 21 февраля 1969 года.
В 1971—1980 годах — член Центральной ревизионной комиссии КПСС. Депутат Верховного Совета СССР 8-го и 9-го созывов (1970—1979 гг.). Избирался также депутатом Верховного Совета Украинской ССР.
С января 1979 года — военный инспектор-советник Группы генеральных инспекторов Министерства обороны СССР. Жил в Москве, где и скончался 12 июня 1980 года. Похоронен на Новодевичьем кладбище.
Многие советские военачальники, в частности маршал Д. Язов и генерал армии В. Варенников, очень высоко отзывались в своих воспоминаниях о профессиональных и человеческих качествах генерала П. А. Белика.

## Воинские звания
- капитан (1938)
- майор (13.01.1941)
- подполковник (1941)
- полковник (11.01.1943)
- генерал-майор танковых войск (11.05.1949)
- генерал-лейтенант танковых войск (18.02.1958)
- генерал-полковник (27.04.1962)
- генерал армии (21.02.1969)

## Награды
- Герой Советского Союза (14.02.1943)
- Три ордена Ленина (14.02.1943, 20.04.1953, 21.02.1978)
- Орден Октябрьской Революции (4.05.1972)
- Четыре ордена Красного Знамени (5.01.1942, 14.05.1945, 6.01.1947, 22.02.1968)
- Орден Суворова 3-й степени (16.10.1943)
- Орден Красной Звезды (3.11.1944)
- Орден «За службу Родине в Вооруженных Силах СССР» 3-й степени (30.04.1975)
- Медаль «За оборону Москвы»
- Медаль «За оборону Сталинграда»
- Медаль «За взятие Кёнигсберга»
- Ряд других медалей СССР.
- Иностранные ордена и медали:
- Орден Сухэ-Батора (Монголия)
- Орден Красного Знамени (Монголия, 6.01.1971)
- Орден «За боевые заслуги» (Монголия, 9.01.1979)
- Офицерский крест ордена Возрождения Польши (Польша, 6.10.1973)
- Орден «За заслуги перед Отечеством» в золоте (ГДР)
- Медаль «40 лет Халхин-Гольской Победы» (Монголия)
- Медаль «50 лет Монгольской Народной Армии»
- Медаль «50 лет Монгольской Народной Революции»
- Медаль «Победы и Свободы» (Польша)
- Медаль «20-я годовщина Революционных Вооруженных сил Кубы» (1976)
- Медаль «30 лет Болгарской Народной Армии» (1974)

## Память
- Имя П. А. Белика выбито на стеле на Аллее Героев в Волгограде.
- Почётный гражданин городов Чита и Улан-Удэ.
- В Чите именем П. А. Белика названы улица и школа, на здании штаба военного округа установлена мемориальная доска в его честь.
- Отмечалось 100-летие со дня рождения П. А. Белика.[8]